# Norrbacka värdshus

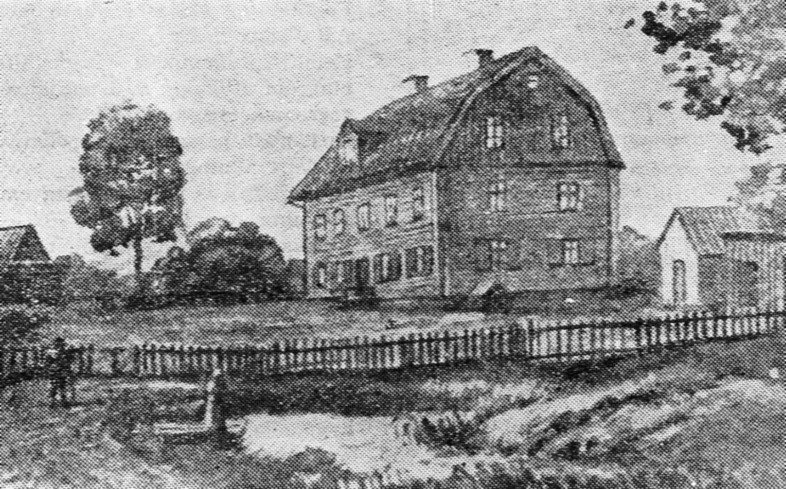
Norrbacka värdshus.

Norrbacka värdshus var ett av Stockholms kända utvärdshus beläget i nuvarande Solna kommun vid den viktiga färdvägen mot Uppsala, dagens Uppsalavägen. Värdshuset brann ner 1882 och på platsen uppfördes Eugeniahemmet.

## Historik

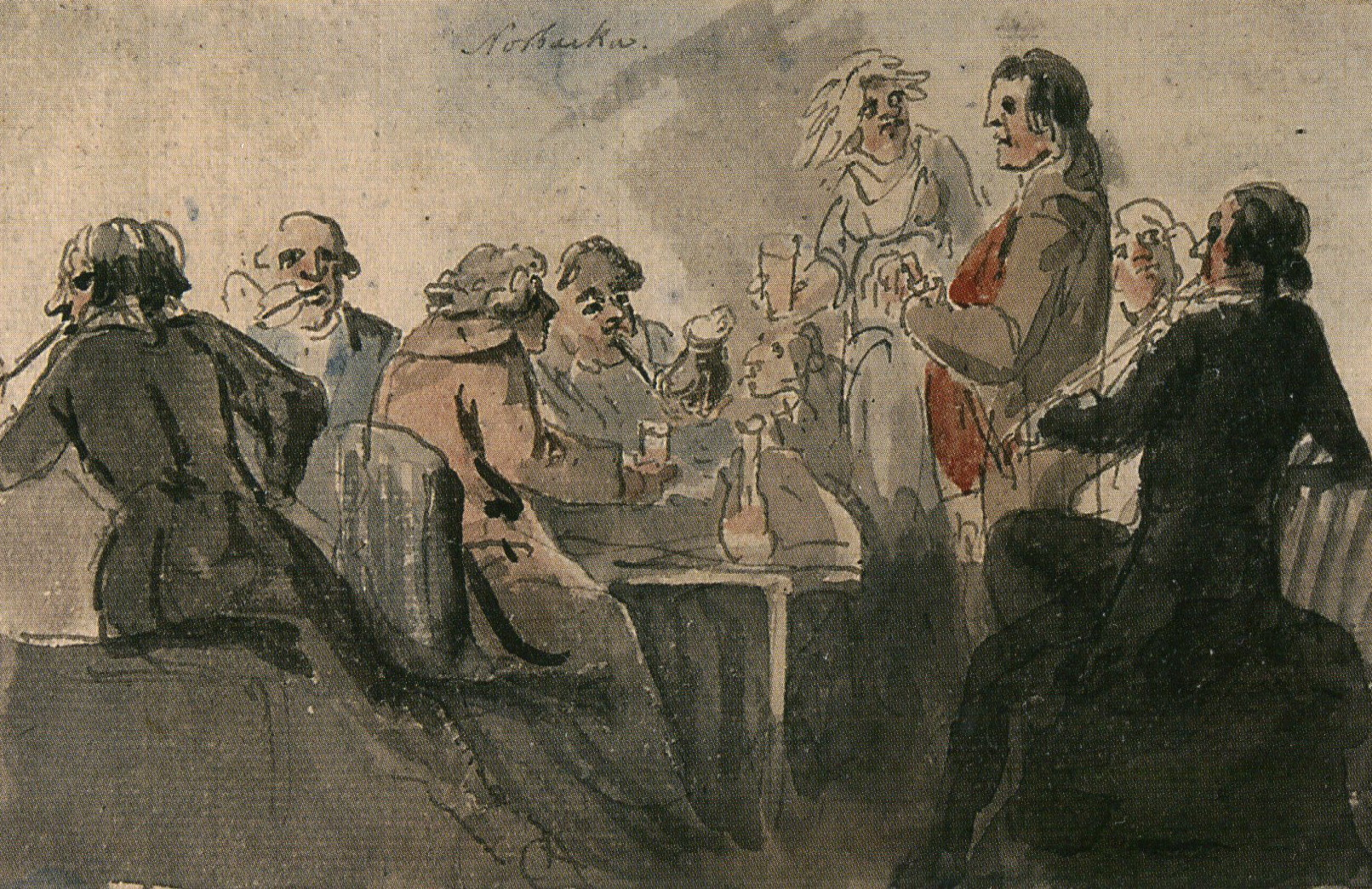
En afton på Norrbacka, Elias Martin.

Norrbacka värdshus låg på höjden väster om Stallmästaregården där idag Karolinska sjukhusets område utbreder sig. Värdshuset hörde till numera försvunna Norrbacka säteri i Solna socken. Gården uppfördes i mitten på 1700-talet och värdshuset inrymdes i huvudbyggnaden som hade två våningar samt inredd vind under ett brutet sadeltak. 
Norrbacka värdshus var på sin tid mycket välbesökt av bland andra Carl Michael Bellman och Bengt Lidner. Här fördes livliga politiska diskussioner. En sådan syns på en av Elias Martins samtida akvareller. Stället besöktes även av officerarna från militärakademin Karlberg. Orsaken lär ha varit att värdshuset hade de vackraste servitriserna. Det fanns även annan förströelse i form av fyra kägelbanor. Norrbacka omnämndes även av August Strindberg i romanen Röda rummet, kapitel 19 ”Från Nya Kyrkogården till Norrbacka”. Värdshuset brann ner den 13 december 1882. På platsen står numera Eugeniahemmet vars första byggnad uppfördes 1886.